# Wertingen
Wertingen (phát âm tiếng Đức: [ˈvɛʁtɪŋən] ⓘ) là một thị trấn thuộc huyện Dillingen, bang Bayern, Đức. Nơi đây nằm dọc theo sông Zusam, cách Dillingen 13 km về phía đông và cách Augsburg 28 km về phía tây bắc.